# Psilotum complanatum
El helecho espárrago (Psilotum complanatum) es una especie perteneciente a la familia Psilotaceae. El nombre del género (Psilotum) deriva del griego “psilos” (desnudo) haciendo referencia a la aparente desnudez de los tallos, mientras que la especie (P. complanatum) hace referencia a la forma de las “hojas” aplanadas o niveladas.

## Clasificación y descripción
Rizomas cortamente trepadores, raíces ausentes, tallos erectos o arqueados de entre 10 y 50 cm de largo; tallos aéreos principales aplanados de cerca de 2 mm de ancho, terados o angulosos en la base, de 2 a 7 veces dicotómicamente divididos, ramas terminales de cerca de 1 mm de diámetro.

## Distribución
En México se ha colectado en los estados de Chihuahua, Distrito Federal, Guerrero, Hidalgo, Jalisco, Morelos, Nayarit, Puebla, Sonora, Tamaulipas y Veracruz; se distribuye además en Centro y Sudamérica y adicionalmente en Malasia y Oceanía. En el resto del mundo está en: Nicaragua, Costa Rica, Cuba, Jamaica, Hispaniola, El Salvador, Honduras, Colombia, Perú, Hawái (Kauai, Oahu, Molokai, Lanai, Maui, Hawái Isl.), Palau Isl. (Babeldaob, Malakal), Micronesia (Nukuoro, Pohnpei, Kosrae), Northern Marianas (Alamagan), Southern Marianas (Rota Isl.), Fiji (Viti Levu, Vanua Levu, Taveuni Isl.), Tokelau (Swains Isl.), Tonga (Vava'u), American Samoa (Manua Isl., Ta'u), Western Samoa (Savaii, Upolu), Society Isl. (Tahití), Australia (E-Queensland, NE-New South Wales), peninsular Thailand, Nicobar Isl., peninsular Malaysia (Perak, Selangor, Negeri Sembilan, Terengganu, Pahang, Johor), Philippines, Moluccas (Seram), Sulawesi, Vietnam, Sumatra, Solomon Isl. (Baga, Bougainville, Guadalcanal, Santa Ysabel, Kolombangara, Makira, Malaita, New Georgia, Rendova, Kirakira Isl., Ranongga, Tetepare, Vangunu, Vella Lavella), New Guinea, Bismarck Arch.

## Ambiente
Planta de ambiente terrestre, epífita que habita en bosques húmedos de montaña, sobre troncos o rocas, desde los 600 a los 2,300 m s. n. m.

## Estado de conservación
En México se le considera bajo la categoría de Amenazada (A) según la NOM-059-SEMARNAT-2010, mientras que la especie no ha sido evaluada por la Lista Roja de especies amenazadas de la IUCN. Ni en CITES (Convención sobre el Comercio Internacional de Especies Amenazadas de Fauna y Flora Silvestres).